# Iglesia de Nuestra Señora de la Asunción (Jaraicejo)
La iglesia de Nuestra Señora de la Asunción (tradicionalmente conocida en la localidad como Nuestra Señora de la Asunción de Junciana) es el templo parroquial católico del municipio español de Jaraicejo, en el este de la provincia de Cáceres.
Es una de las iglesias de mayor tamaño de la diócesis de Plasencia, ya que la localidad donde se ubica fue un señorío episcopal y los obispos utilizaban la villa como su residencia de verano. Se construyó en el siglo XVI con el mecenazgo del obispo placentino Gutierre de Vargas Carvajal y bajo la dirección del maestro cantero Sancho de Cabrera y mezcla elementos góticos y renacentistas. Hasta 1993 tuvo estatus de vicaría.
Desde 1982, el edificio es candidato a Bien de Interés Cultural en la categoría de Monumento, pero el expediente original no llegó a resolverse porque se vio interrumpido por el traspaso interadministrativo de competencias. En julio de 2018, la Junta de Extremadura ha incoado un nuevo expediente para su declaración.

## Localización
El templo destaca en el caserío, pues se alza en el centro de la villa en un lugar elevado. Limita, en su lado norte, con arcos-calle Talavera, por el este y sur, con el antiguo convento y, por el oeste, con la Plaza Mayor o de la Constitución.

## Historia

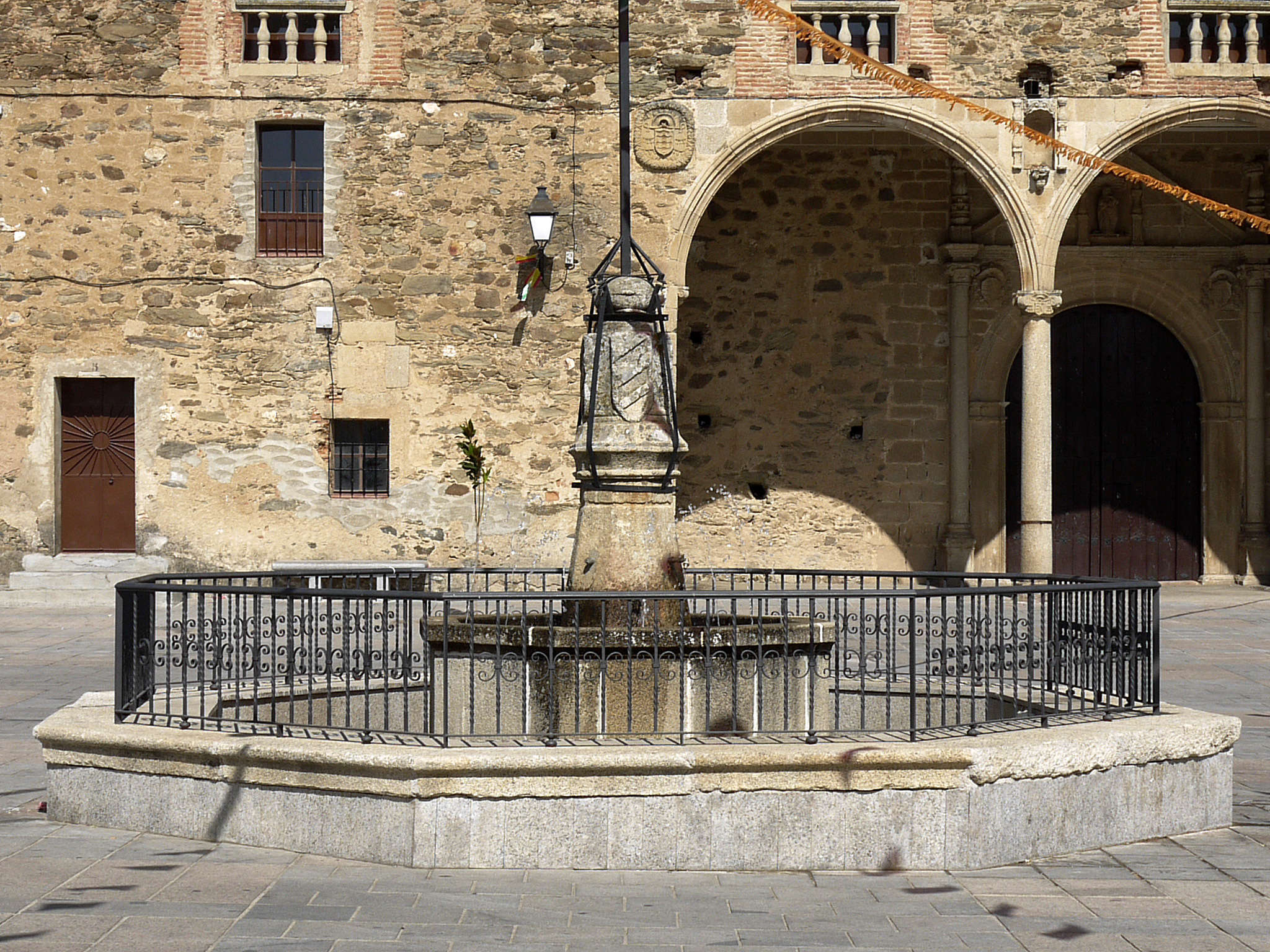
Fuente junto a la iglesia

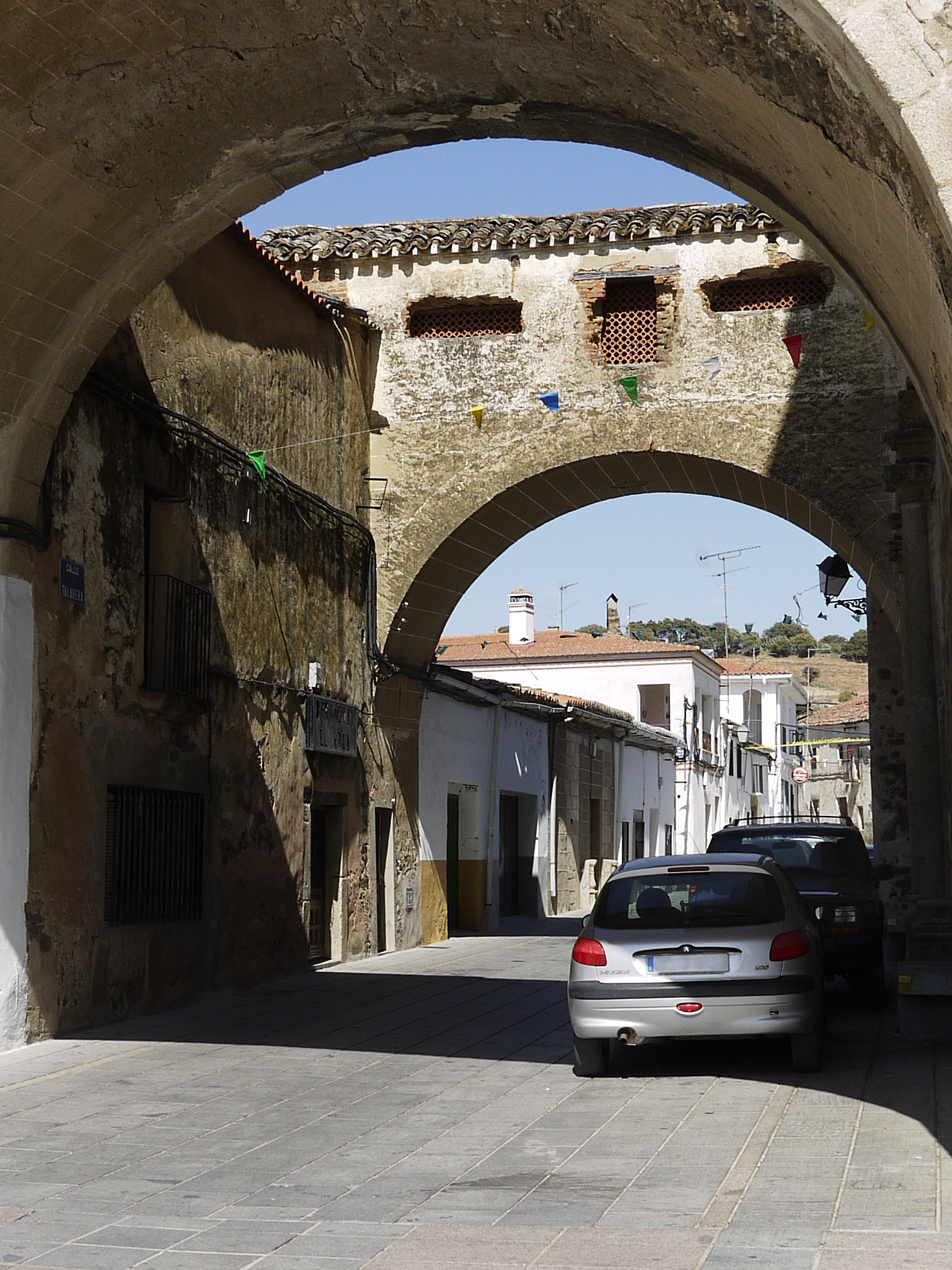
Arcos junto a la iglesia

Las primeras noticias documentales de Jaraicejo datan de 1284. En ese momento, la población de Jaraicejo ya está creada, pues fue donada por Sancho IV al placentino Gonzalo Godino. Poco después, en 1288, fue vendida por su descendiente Alfonso Godino a Pedro Sánchez de la Cámara, y este último la otorgó, en 1291, al obispo Domingo Jiménez, deán y cabildo del obispado placentino, para que fuese recogido aquí el ganado que recibía el obispo. Jaraicejo perteneció al señorío de los obispos placentinos hasta la Desamortización siendo el lugar de descanso de algunos prelados y, de hecho, en esta localidad murieron los notables obispos Pedro Ponce de León y Gutierre de Vargas Carvajal.
La parroquia tiene por nombre y advocación la Asunción de Nuestra Señora, llamada “de la Junciana” (debido a la tradición que cuenta que la Virgen se apareció en ese lugar sobre unas mantas de juncia). El templo fue construido sobre uno anterior del cual sólo sabemos que existía en 1284, y que fue testigo de hechos como el segundo Sínodo de la diócesis de Plasencia, en 1412; la firma de la Concordia de Jaraicejo, en 1433, entre el obispo don Gonzalo de Santa María y el procurador representante del monasterio de Guadalupe, que ponía fin al largo pleito sobre las Escribanías de Trujillo, o la celebración de diversos actos religiosos durante la estancia del rey Fernando el Católico de camino a la Puebla de Guadalupe, en 1515.
En 1524, fue nombrado obispo don Gutierre de Vargas Carvajal. Será él quien pocos años después dotó a esta villa del actual templo en el que, en enero de 1534, él mismo convocó y celebró Sínodo diocesano, cuando estaba ya el nuevo edificio casi terminado. La villa de Jaraicejo aumentó su población notablemente durante el siglo XVI, por lo que fue precisa la edificación de un templo de mayores dimensiones. A este prelado se deben otras muchas obras de mérito en la diócesis como las iglesias de Miajadas, Malpartida de Plasencia, Guareña, Saucedilla, Berzocana, La Piñuela (en descampado y ruinas, junto a Casas de Miravete), Garciaz y otras. 
Dirigió las obras el destacado maestro cantero trujillano Sancho de Cabrera, autor de otras realizaciones como las reformas de las parroquias de San Martín y Santa María la Mayor de Trujillo, o la construcción de la parroquial de Garciaz. La piedra de granito empleada en su construcción procede de los berrocales trujillanos, finca de Torreaguda.
La parroquia, en la segunda mitad del siglo XVI, fue ascendida a la categoría de Vicaría, con jurisdicción que se extendía a trece pueblos hasta 1993, cuando Jaraicejo perdió su condición de arciprestazgo.
Al parecer, el edificio fue expoliado en sucesivas guerras. Así, durante la ocupación francesa fue destruido el retablo Mayor, que constaba de tres grandes cuerpos y tenía en el centro el grupo escultórico de la Asunción de la Virgen y los doce apóstoles en tamaño natural así como un órgano monumental, del que aún puede verse su soporte en el muro del lado de la Epístola, junto al coro.

## Descripción

### Estructura general

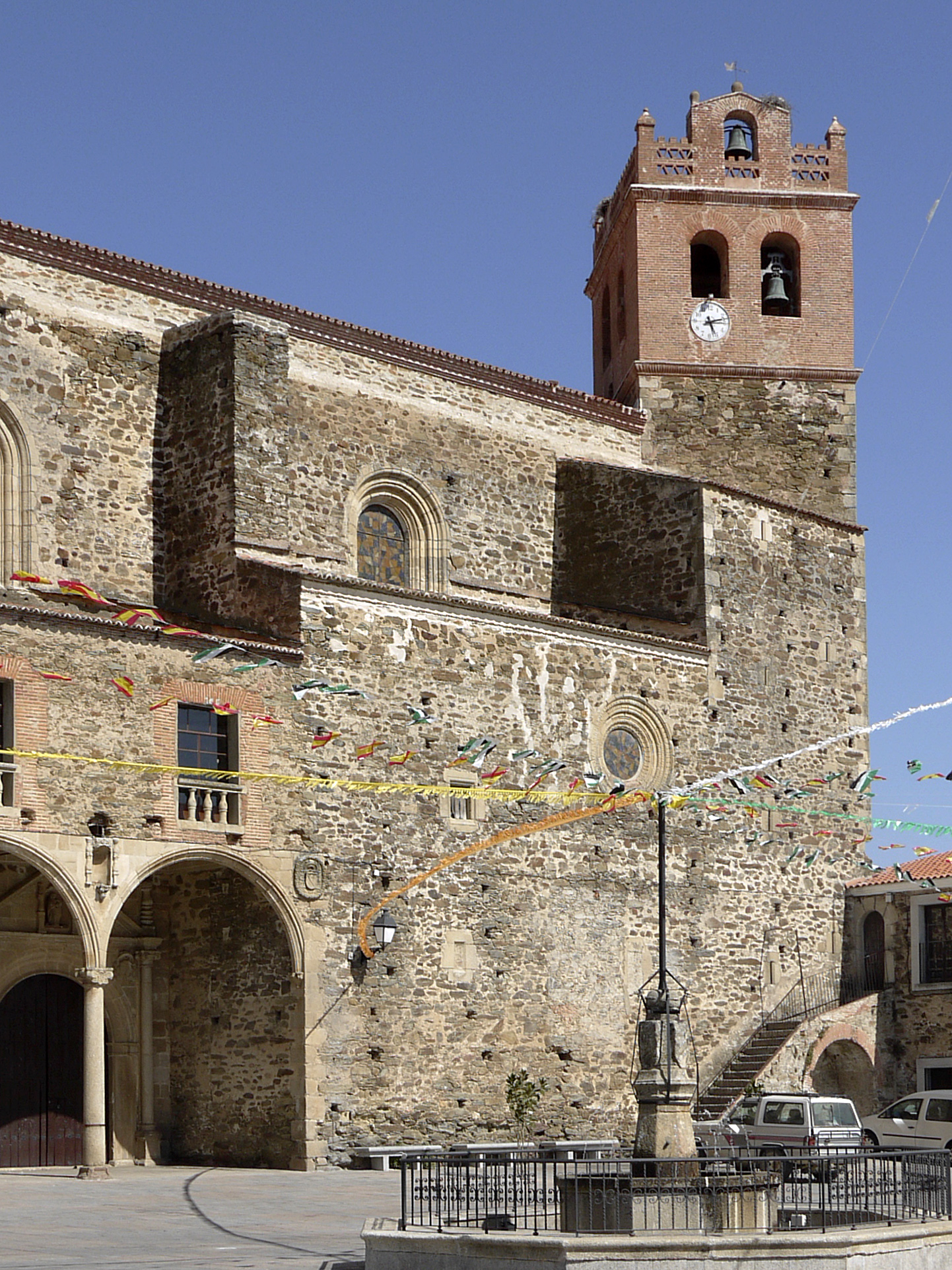
Vista de la torre desde la plaza.

La fábrica combina la mampostería de piedra local (pizarra y esquisto), para los lienzos de los muros, con la cantería de granito del berrocal trujillano para las partes constructivas más destacadas.
Los muros son lisos, reforzados por contrafuertes de granito de traza pismática, que determinan la distribución interior del templo. En su cara interna, los muros se hallan enfoscados de cal, con despiece de falsa sillería, en color blanco. Del lado del Evangelio, sobre la puerta de entrada, se ve una inscripción en la que se lee: “SE LUCIO ESTA I/GLESIA AÑO 1795/SIENDO CURA Y VICARIO/EL SEÑOR DON ANTONIO/MARTINEZ OLIVA”.
Sobre las capillas, se alza una gran cruz de nudos con clavos, pintada de blanco en el muro y rodeada por la leyenda: “ESTA SEÑAL DE LA CRUZ SERA VISTA EN EL CIELO QUANDO EL SEÑOR DE LA LUZ VINIERE A JUZGARNOS”.
En cada lateral, se abren tres grandes ventanales en medio punto, abocinados, formados por dovelas de triple moldura, con vidrieras modernas
La iglesia es de una sola y amplia nave (“50 varas de largo, 20 de ancho y 30 de altura”, según Madoz, es decir, unos 42, 17 y 25 metros aproximadamente), dividida en tres tramos mediante arcos apuntados; la cabecera es ochavada, y el tramo de nave, inmediato a él, tiene dos capillas que semejan en planta ensanchamientos de crucero. Sobre la capilla del lado de la Epístola, se abre una tribuna episcopal o coro menor con doble arquería en medio punto y cubrición de bóveda de crucería con terceletes y escudo episcopal en las claves. Las capillas de lado del Evangelio se dedican a la Virgen del Carmen y al Cristo de la Expiación; esta última, antes llamada “Capilla de los Carvajales”, en la clave de su bóveda presenta el escudo del obispo Vargas Carvajal. Las capillas del lado de la Epístola se dedican a la Virgen del Rosario y a San José. También en el lado de la Epístola, próxima al coro, está la capilla bautismal.
Soberbias bóvedas de terceletes y arcos combados cubren todo el templo, arrancando los nervios de ménsulas adornadas con ovas, puntas y acantos, y enlazándose entre sí mediante imposta corrida, en un atractivo ejemplo de sincretismo entre los estilos gótico y renacentista. También se utilizan abovedamientos de crucería gótica en las capillas, tribuna y baptisterio. En la clave central, aparece el símbolo mariano del jarrón con azucenas y, en la de los pies, el “gorro jesuítico”, en recuerdo de la Compañía de Jesús, traída a Plasencia por don Gutierre de Vargas Carvajal, en 1555.
A los pies de la iglesia se levanta un amplio coro, del siglo XVII, con triple arquería de medio punto sobre pilastras y ménsulas. El sotocoro se cubre con bóveda de cañón con lunetos. En el encalado del muro de los pies hay una inscripción en la que se lee: “ESTA OBRA SE ACA / BO AÑO 1588. SY / ENDO BYCARIO / EL BLLE. IVAN DE / LACERCA Y MA / YORDOMO XPO / VAL GARCYA / EL BYEIO. LAUS DEO” (esta fecha, por tanto correspondería a la conclusión del coro con su enlucido). En su origen, el coro estuvo aislado del convento adyacente y del propio templo, pero, a raíz de instalarse en él las clarisas, se comunicaron por las habitaciones y puerta en el muro norte, ya citadas. El coro estuvo incomunicado con el templo durante varias centurias más, hasta que, en 1726, se comunicó el coro con las casas episcopales a través del segundo arco exterior. Cuando el convento se extinguió, se cerró dicho arco por la parte de la iglesia quedando incorporado a la vivienda en que apoya al otro lado de la calle. Hasta 1912, cuando la galería se habilitó como casa rectoral, se construyó la actual escalera, uniendo por primera vez la nave con el coro mayor.
En el lado de la Epístola, junto al coro, resulta visible la tribuna donde se ubicó un órgano que debió ser monumental, a juzgar por las grapas de hierro que lo sujetaban y aún se conservan en el muro. La tribuna es de madera, sobre tres grandes ménsulas de granito de estilo renacentista.
El presbiterio se sitúa en un plano superior al de la nave, mediante una escalinata de ocho peldaños de cantería. En los paños del ochavo del presbiterio se repite, esgrafiado, el escudo del obispo promotor de la obra.

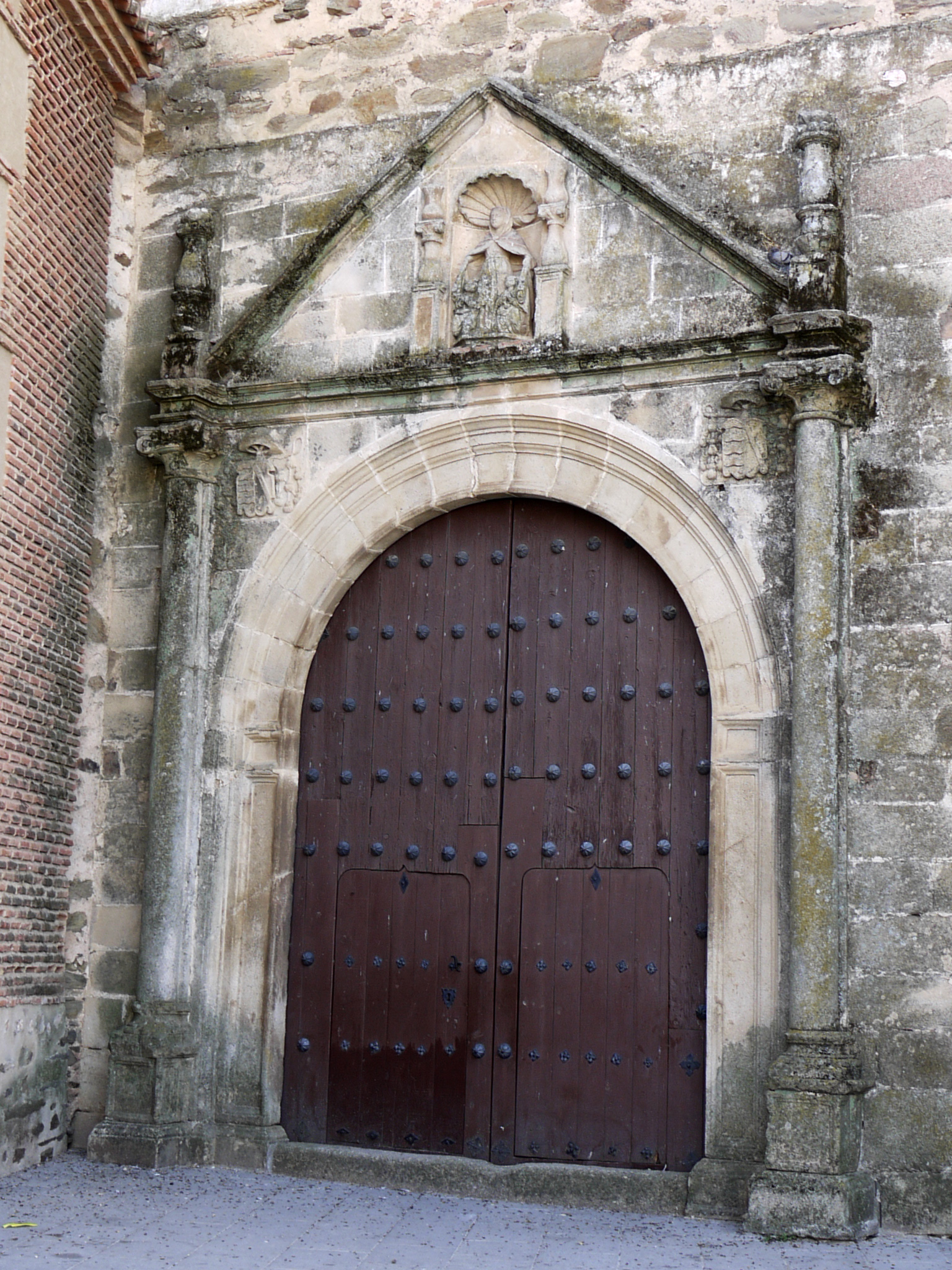
Puerta en la calle Talavera.

El edificio tiene tres accesos, de los cuales, el de occidente está tapiado desde antiguo, a los pies del templo. Los tres accesos poseen la misma estructura compositiva: hueco de medio punto con rosca labrada; encuadre de columnas compuestas sobre podio; blasones del obispo Carvajal en las enjutas, y frontón recto con balaustres laterales en función de acróteras. En el campo central del tímpano, se dispone una hornacina avenerada, encuadrada por columnas abalaustradas, que alberga, en la puerta sur, a una Virgen con Niño, en la oeste, a la Inmaculada Concepción y, en la norte, a la Virgen de los Desamparados.
Al exterior, toda la obra ofrece un aspecto de fortaleza, reforzado su gran tamaño por su posición elevada sobre el caserío. Dicho carácter se dulcifica, no obstante, en el frente sur, con la presencia de un elevado pórtico sobre dos elegantes y amplios arcos de medio punto sobre esbelta columna toscana central y ménsulas laterales, configurando una loggia típicamente renacentista, abierta a la plaza pública. Sobre este pórtico, en cuyas enjutas aparece de nuevo el blasón de don Gutierre de Vargas y Carvajal y una hornacina carente de imagen, corre un pasillo que servía de comunicación entre las dependencias palaciegas del obispo y la tribuna episcopal de la cabecera. Dicho pasillo se abre al exterior mediante cuatro vanos adintelados, con caja de ladrillo y pretil de elegantes balaustres. Dicha galería se unía al palacio obispal mediante dos grandes arcos pasadizos, que cruzan la calle en la fachada oeste del templo. En 1945, este atrio se hallaba sin techo, y se cubrió la segunda planta con techumbre a tejavana; unos años después (1965) la planta baja se techó con bovedillas cerámicas sobre estructura de acero, restableciendo la comunicación sobre dicho pórtico.
La portada norte, que abre a la calle Talavera, estuvo hasta el siglo XIX precedida de un pórtico, de un solo arco, cuyo arranque aún puede verse en la pared que limita con el antiguo convento. Sobre este mismo portal y adosadas al muro de la nave se construyeron unas habitaciones y se abrió una puerta para comunicar dicho convento con el coro del templo, hoy desaparecidas, de las que restan huellas en los paramentos.
La torre campanario se ubica sobre el lienzo sur del presbiterio. La torre consta de tres cuerpos, separados por leves impostas: los dos inferiores son de mampostería de piedra local, reforzada en las esquinas con sillería granítica a soga y tizón, habilitándose el primero como sacristía, cubierta con bóveda de medio cañón, y el segundo, como dependencia abovedada con cañón apuntado. El cuerpo superior es de ladrillo visto y, en él, se abren ocho vanos, dos por fachada, en medio punto peraltado, para las campanas. Remata el conjunto una cubierta a cuatro aguas de madera y teja árabe, reconstruida recientemente. Interiormente, en 1989, fueron sustituidas las escaleras originales de madera y mampostería, que se hallaban en mal estado, por otras de hierro, en tramos rectos, excepto el superior en forma de caracol. En la parte más baja de la torre, recientemente, se han descubierto dos estancias pequeñas que fueron calabozos de la antigua cárcel real hasta la guerra de la Independencia. En el campanario se conservan cinco campanas de bronce de
diferentes épocas. 

### Bienes muebles
Lado del Evangelio
- Sepulcro cobijado por arcosolio, de medio punto, rodeado por dovelas con cabezas de querubines y de medio punto, rodeado por dovelas con cabezas de querubines y cama lisa. Flanquean el conjunto pilastras con capiteles compuestos y cabeza de querubín en el centro; en las enjutas, un disco con flor y estrías radiales. La parte superior se remata con un entablamento con blasón central, partido con la banda de los Carvajal en la parte derecha y llaves bajo tiara pontifical en la izquierda, que flanquean sendas pilastras cajeadas de capitel compuesto. La cama sepulcral es lisa, con cruz recruzada en la cubierta y, sobre ella, inscripción fechada en 1576 en la que figura el nombre de Antonio Cabañas, presbítero natural de Jaraicejo. Sobre el sepulcro, hay restos de un antiguo esgrafiado con dos tragones tenantes de un escudo partido. Resulta muy sobresaliente por la calidad de su realización y su traza clásica de gran refinamiento. Su traza es idéntica a la que se ve en la capilla de los Vargas Pizarro en el convento de las Jerónimas en Trujillo, por lo que podríamos atribuir su autoría a Sancho Cabrera o algún aventajado alumno de su taller.
- Púlpito del siglo XVI, con base cónica, y cuerpo de paños cajeados; en el central, aparece un escudo episcopal de don Gutierre de Vargas Carvajal.
- Retablo de madera, pintado de rojo, de una calle y vano adintelado, flanqueado por columnas de fuste salomónico, semidoradas, y capitel compuesto; cornisamento liso rematado por frontón triangular. De regular factura, es obra del siglo XVIII. En ella se halla la imagen de Santa María de los Hitos, escultura de madera policromada en pie sosteniendo en su brazo derecho al Niño, de buena factura y datable en el siglo XVII. Es esta una imagen muy venerada por ser la titular Patrona de Jaraicejo; restaurada en 1986 con estucado general, estofado y dorado.
- Retablo de madera dorada a modo de baldaquino, del siglo XVIII. La estructura se configura mediante cuatro columnas estriadas, rematadas en capitel, con cabezas de querubines, ovas y volutas, sobre las que descansa un entablamento. En el centro, un Crucificado en madera policromada, con tres clavos y cruz de nudos, obra popular del siglo XVIII.
- Imagen de la Virgen de los Hitos con el Niño, procedente de la ermita de su advocación, de fines del siglo XV.

Presbiterio
- Imagen de Santa Teresa de Jesús, en madera policromada, con libro abierto en la mano izquierda, pluma en la derecha y rostro elevado al cielo; manto abierto lateralmente por los brazos. Se trata de una obra de principios del siglo XIX.
- Imagen de San Antonio de Padua, en madera policromada, con el Niño recostado sobre sus elevados brazos. La pieza procede de la desaparecida ermita que esta parroquia, en 1630, erigió aneja al convento de agustinos recoletos de la Viciosa. La imagen es una obra, de buena factura, datable en el siglo XVII.
- Retablo Mayor de un cuerpo y remate, obra de principios del siglo XX, en madera, recompuesto en 1913 con piezas sobrantes de otras iglesias. El retablo consta de dos cuerpos y tres calles, la central, más ancha. Las calles están separadas por columnas de fuste liso y capitel compuesto, sobre podios; remate con entablamento y frontón recto en las tres hornacinas. El frontón central presenta pintados en su tímpano superpuestos un jarrón y un anagrama como símbolos marianos; en el ángulo superior, un sol radiante. Las imágenes son modernas, de escayola. El retablo Mayor ocupa todo el testero del ábside.
- Imagen de Francisco de Asís, de madera policromada y factura sencilla, con los brazos abiertos, que procede del antiguo convento de La Viciosa y es datable en el siglo XVII.

Lado de la Epístola
- Retablo barroco del siglo XVIII situado en la capilla. El Retablo presenta una sola calle, con hornacina de medio punto y dosel. En los lados de la hornacina se alzan columnas salomónicas con cartelas y hojarasca, decoración que se repite en el remate con doble cornisamiento y frontón circular, con cartela, en cuyo tímpano se repiten los adornos. El retablo alberga la imagen policromada de la Virgen del Rosario, con el Niño en la mano derecha, una pieza de factura delicada, obra del siglo XVIII. En el mismo retablo, hay otra imagen del Niño Jesús, en madera policromada, vestido y en actitud de bendecir, también del siglo XVIII.
- Imagen de la Inmaculada, en madera policromada, vestida, que es obra de tipo popular del siglo XIX.
- En el Baptisterio se encuentra la pila bautismal, de sobresaliente factura, fechable en el siglo XVI. Se trata de una pieza de granito, con amplio pie cilíndrico y copa semiesférica con superficie gallonada que luce escudo episcopal de don Gutierre de Vargas Carvajal. La pila presenta policromía.
- En la Sacristía se guarda un Crucificado en terracota, de factura popular y arcaizante, vivo, con mirada al cielo y amplio paño de pureza atado al lado derecho.

Sotocoro
Retablo de pequeño tamaño, de madera, muy deteriorado, obra popular del XVIII. El retablo presenta columnas de capitel compuesto y fuste adornado con hojas, doble entablamento, liso, y frontón recto. Esta estructura alberga un cuadro al óleo sobre lienzo de la Virgen del Carmen socorriendo a las Almas del Purgatorio, del siglo XIX y de pobre factura. 

## Patrimonio inmaterial

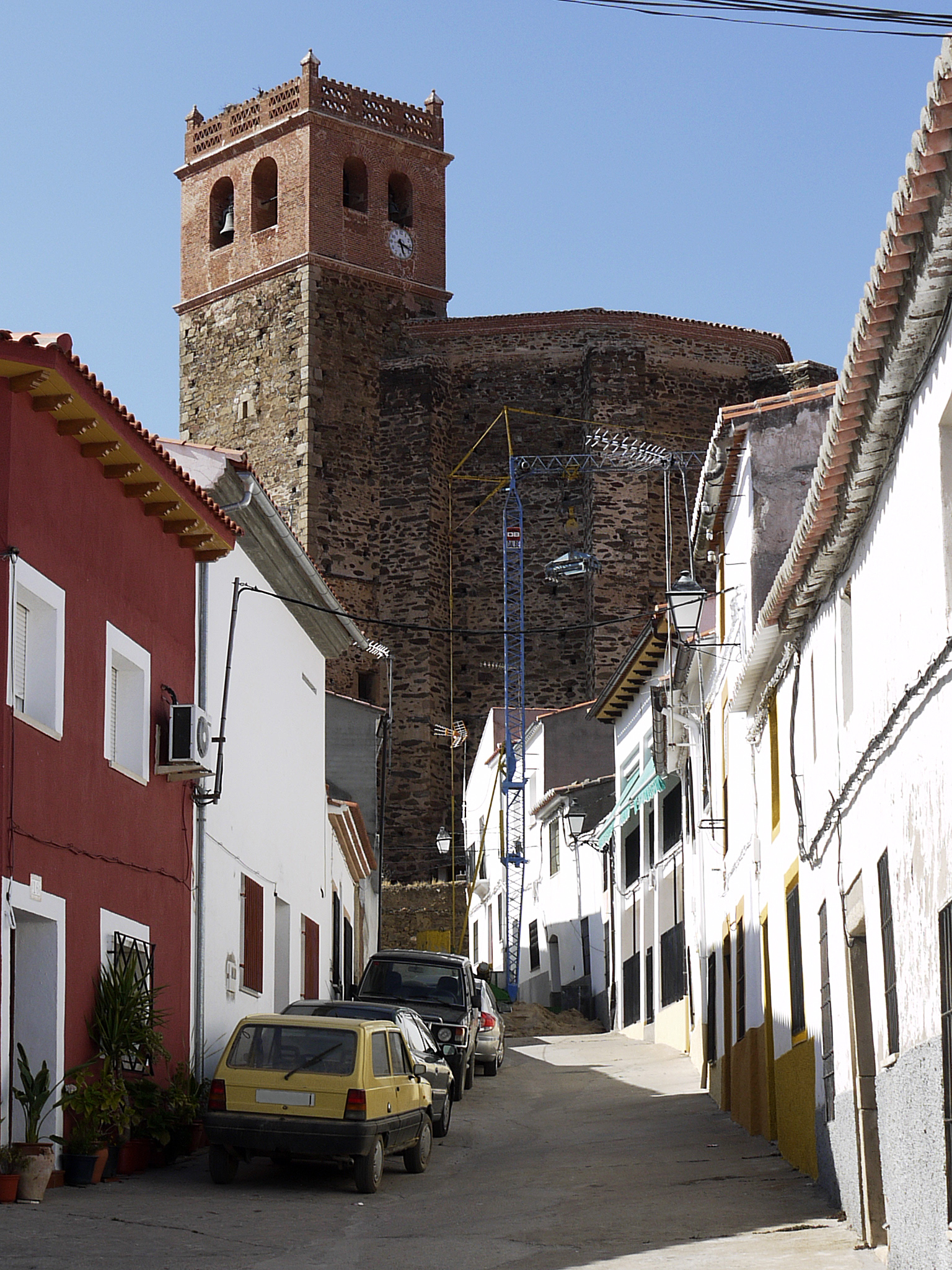
Calle Soledad.

Son varias las fiestas de importancia local, de cariz eminentemente religioso, vinculadas a la Iglesia parroquial de Nuestra Señora de la Asunción, que se han caracterizado por ser representativas en el contexto local. Estos rituales se constituyen además en el momento adecuado para el reencuentro y la reafirmación de la pertenencia a la localidad.
De entre tales rituales, el más importante tal vez sea la fiesta de las Candelas o “Purificás”, una fiesta que se celebra el 2 de febrero y que parece ser una común a las poblaciones cercanas al Tajo. Antiguamente, la Virgen del Rosario salía con una vela encendida en la mano, de manera que si esta llegaba encendida a la plaza, auguraba una buena cosecha, siendo ejemplo de la recurrente religiosidad que busca propiciar unas buenas cosechas. En la actualidad, la fiesta ha perdido este sentido y se centra en torno a cinco jóvenes que, ataviadas con la indumentaria regional, van a cantar una serie de coplas y ofrecen a la Virgen ofrendas entre las cuales se destaca una rosca de piñonate, dulce local que posteriormente se subastará.
Entre tales celebraciones vinculadas a la Iglesia destaca además la fiesta de San Antonio Abad, fiesta en retroceso que celebra el santo y que, fundamentalmente nos sitúa en la importancia que el ganado ha tenido en Jaraicejo. En la actualidad, su celebración se reduce a una misa y una procesión en torno a la iglesia.
Asimismo, dentro de las fiestas ligadas a esta iglesia, se encuentra la Romería del Lunes de Pascua, celebrada en honor a la Patrona, la Virgen de los Hitos, que se custodia en esta Parroquia cuando es trasladada desde la Ermita de Santa María.